# Jean de Sponde
Jean de Sponde und latinisiert Johannes Spondanus (* 1557 in Mauléon (heute Mauléon-Licharre in den Basses-Pyrénées); † 1595 in Bordeaux) war ein französischer Humanist und Dichter.

## Leben und Werk
Jean de Sponde entstammte einer calvinistischen Familie aus dem Béarn. Sein Vater war Beamter am Hof der Königin von Navarra, Jeanne d’Albret. Ab 1569 studierte er am Kollegium von Lescar, wo er sich für den Hellenismus begeisterte. Im Alter von 20 Jahren begann er seine Arbeit an einer lateinischen Übersetzung der Werke Homers mit ausführlichem Kommentar. Daneben schrieb er einige Liebesgedichte, die erst posthum veröffentlicht wurden.
1580 reiste er mit Unterstützung Heinrichs von Navarra nach Basel. Er verkehrte in den dortigen Gelehrtenkreisen und beschäftigte sich mit Alchemie. Nach intensiver Auseinandersetzung mit den Psalmen schrieb er sein Hauptwerk, die Meditations sur les Pseaumes, sowie das Essay de quelques poemes chrestiens, dessen Gedichte sich neben theologischen Themen wie dem Abendmahl (Stances de la Cene) vor allem mit dem Tod beschäftigen (Stances de la Mort).
Nach 1583 kehrte er nach Frankreich zurück, wo er in Diensten der Kanzlei des Königs von Navarra stand. 1585 beschäftigte er sich in Paris mit der Suche nach Artesischen Brunnen.
Ab 1588 war er in La Rochelle ansässig. 1589 hielt er sich aus unbekannten Gründen in Paris auf, das damals von der Katholischen Liga beherrscht wurde, und wurde eingekerkert. 1591 veröffentlichte er kommentierte lateinische Übersetzungen der Logik des Aristoteles und der Werke Hesiods.
1593 konvertierte er – fast zeitgleich mit König Heinrich IV. – zum Katholizismus, was ihm den Hass seiner ehemaligen Glaubensgenossen, darunter Agrippa d’Aubigné, eintrug. Auch Heinrich IV. lehnte seine Konversion ab, weil er eine starke protestantische Partei wünschte, und entzog ihm seine Unterstützung.
1594 erfuhr er vom Tod seines calvinistischen Vaters, der von katholischen Parteigängern ermordet worden war. Verbittert zog er sich nach Bordeaux zurück, wo er 1595 starb. Sein Bruder, Henri de Sponde, konvertierte gleichfalls und wurde Bischof von Pamiers. Jean de Spondes Sohn gleichen Namens, Neffe von Henri de Sponde, wurde ebenfalls Bischof von Pamier als Nachfolger im Amt.

## Belege und Anmerkungen
1. ↑  Johannes Spondanus: Homeri quae extant omnia cum Latina versione, perpetuis item iustisque in Iliada simul et Odysseam Joannis Spondani commentariis. Basel 1583.
2. ↑  Die früheren hugenottischen Glaubensgenossen Agrippa d’Aubigné und Olhagaray schildern seinen Tod in düsteren Farben („die Kinder auf der Straße, die Frau im Bordell, er selbst im Hospital“, „er starb im Elend“). Tatsächlich wurde Sponde jedoch unter großer Anteilnahme von Bevölkerung und Honoratioren in der Kathedrale Saint-André beigesetzt; Ruchon S. 78 unter Verweis auf die Quellen.